# SpVgg Ratibor 03
Maillots
Le SpVgg Ratibor 03 fut un club allemand de football localisé dans la ville de Ratibor (aujourd’hui Racibórz en Pologne), en Haute-Silésie. 

## Histoire
Le club fut créé en 1903 par Fritz Seidl sous l’appellation de Fußball-Club Ratibor. En 1906, il s’affilia à la Sudostdeutschen Fussballverbandes et évolua dans la division appelée Bezirk Oberschlesien (District Haute Silésie).
En 1911, le club changea son appellation en Sportvereinigung Ratibor .
Durant la période entre les deux guerres, le SV Ratibor accéda à la plus haute division régionale.
Après l’arrivée au pour des Nazis, les compétitions sportives furent totalement réorganisées et en particulier celles du Football. La SV Ratibor 03 fut un des fondateurs d’une des seize Gauligen imposée par le régime hitlérien: la Gauliga Silésie. Il en fut relégué après trois saisons.
En 1937. Ratibor remonta en Gauliga Silésie. Mais après quatre matches lors de la saison 1939-1940, le club dut déclarer forfait par manque de joueurs.
Après la chute et la capitulation de l’Allemagne nazie, la Silésie fut attribuée à la Pologne. Comme la quasi-totalité des clubs et associations allemands de cette région, le SpVgg Ratibor 03 fut dissous et disparut.